# Djamel Zitouni
Pour les articles homonymes, voir Zitouni.
Djamel Ben Mohamed Zitouni, alias Abou Abderahmane Amine, né le 5 janvier 1964 à Birkhadem dans la banlieue d'Alger, en Algérie et mort le 16 juillet 1996  aux environs de Tamesguida,, était le chef du Groupe islamique armé, groupe armé algérien qui aurait revendiqué la vague d'attentats commis en France en 1995.
D'anciens agents des services secrets algériens (exilés) ont affirmé, à partir de 1997, que Zitouni et ses semblables travaillaient pour l'armée algérienne (en tant qu'infiltrés au sein du GIA), et pratiquaient une politique de contre-insurrection par la terreur, destinée à rompre le lien et la sympathie que la population avait pour les insurgés qui combattaient la junte militaire.

## Biographie
Djamel Zitouni, alias Abou Abderrahamane Amine, est le fils de Mohamed Zitouni, vendeur de poulets — dans le quartier de Birkhadem, plus connu sous le nom de «quartier des Eucalyptus», à l'extrême sud d'Alger. À l'âge de 16 ans il est exclu du collège pour mauvais résultats scolaires. Il parle arabe et français. Au début des années 1980, Zitouni fréquente assidûment une secte religieuse, « Takfir wal Hijra » (rédemption et exil) implantée surtout dans les grandes villes d'Algérie. 
En 1987, à l'âge de 23 ans, il rejoint la mouvance islamiste sous l'influence du premier chef d'un maquis islamiste en Algérie, Mustapha Bouyali, imam dans la localité voisine de Saoula, tué en 1987. Protégé par son ami d'enfance, Chérif Gousmi, imam dans une mosquée de Birkhadem, il milite au FIS dans la ville de Birkhadem. 
En janvier 1992, il est arrêté à la suite de l'interruption des élections qui faillirent voir la victoire du FIS. 
En 1992-1993, il est détenu dans les camps du Sud algérien et, à sa sortie, il rejoint les groupes armés. 
En janvier 1993, il crée, son groupe, les « phalanges de la mort » (Katibet El Mout), commando de choc chargé des actions spectaculaires et des exécutions. 
Le 24 octobre 1993, il enlève trois fonctionnaires du consulat de France Jean-Claude et Michèle Thévenot et Alain Freissier. Après intervention du cheik Abdelbaki Sahraoui, ceux-ci sont finalement libérés, porteurs d'un message du GIA en forme d'ultimatum. Il "enjoint aux étrangers de quitter le territoire national [algérien] avant le 1er décembre [1993]". 
Le 20 mars 1994, le quotidien El Khabar annonce à tort la mort de Djamel Zitouni. Le 22 mars 1994 il fait égorger Roger-Michel Drouaire, patron français d'une petite société informatique algéroise et son fils Pascal sous les yeux de leur famille. Le 3 août 1994, il attaque la cité Aïn-Allah, à Alger: trois gendarmes et deux employés de l'ambassade de France tombent sous les balles des terroristes. Grâce à ces attentats spectaculaires, Zitouni prend progressivement du galon au sein du GIA. Il devient chef du GIA de la région de Saoula (Alger) et, en août 1994, il est nommé ministre des Moudjahidine et des Victimes de la guerre dans le "gouvernement du califat" formé par le GIA.
Après la disparition de Cherif Gousmi, abattu le 26 septembre 1994, le conseil (Majless ech-choura) du GIA le proclame émir national du « GIA » (Groupe islamique armé, le plus sanguinaire des mouvements terroristes algériens) en octobre 1994. Le 5 octobre 1994, il investit en plein jour, avec ses hommes de main, le principal établissement scolaire de Bir Khadem. Il somme les enseignantes de porter le hidjab sous peine de mort et de ne plus enseigner la langue française, « la langue des croisés ». 
Le 24 décembre 1994, il organise le détournement du vol d’Air France Alger-Paris 8969. Le chef du commando est Abdallah Yahia, un meneur redouté du quartier des Eucalyptus. Après l'assassinat de trois passagers, dont Yannick Beugnet, cuisinier à l'ambassade de France, le premier ministre français Édouard Balladur obtient du président algérien Liamine Zéroual qu'il laisse décoller l'avion pour la France. À Marseille, le 26 décembre 1994, après l'exécution de 3 des otages, une intervention du GIGN aboutit à la libération des passagers, et à l'exécution des preneurs d'otage. 
En mars 1995, le quotidien algérois El Watan annonce à tort son décès avec quelque 1 300 autres insurgés pendant l'une des offensives tout récemment lancées par l'armée algérienne contre les groupes islamistes.
Le 3 mai 1995, El Hayat, un quotidien saoudien édité à Londres, publie un communiqué du GIA signé Abou Abderahmane Amine, pseudonyme de Djamel Zitouni, affirmant que « toute épouse de renégat doit quitter (celui-ci) car son mariage est considéré dissous du seul fait de son hérésie », et menaçant  de tuer « la mère, la sœur et l'épouse des renégats » qui combattent son organisation.

Le 11 juillet 1995, il fait assassiner à Paris le cheikh Abdelbak Sahraoui, cofondateur du FIS et imam de la mosquée de la rue Myrha (Paris-18e), qu'il considère comme «collabo», et il lance une série d'attentats dans les métro et RER parisiens à l'été 1995 (12 morts, 180 blessés). Dans une lettre datée du 19 août 1995 (remise quatre jours plus tard à l'ambassade de France à Alger) Djamel Zitouni somme Jacques Chirac de se convertir à l'islam dans les trois semaines. «Embrassez l’Islam et vous aurez la paix!». Dans un communiqué diffusé au Caire le 6 octobre 1995, il revendique les attentats commis en France en riposte, dit-il, au soutien français au gouvernement d'Alger. 

« Nous poursuivons maintenant, avec dignité et toute notre force, la voie du jihad et nos frappes militaires, cette fois au cœur même de la France et dans ses plus grandes villes. Nous affirmons devant Dieu que rien n'entravera notre action, car elle constitue une louange à Dieu. Nous nous engageons à ne vous laisser aucun répit et à vous priver de toute jouissance jusqu'à ce que l'Islam puisse conquérir la France, de gré ou de force. »

À la veille de l'élection présidentielle de novembre 1995, il menace de nouveau : « Le tombeau ou l'urne ». Les Algériens, on le sait, voteront massivement. Ses menaces à l'endroit des Algériens qui enverront leurs filles à l'école ou contre les femmes qui travaillent seront un échec.
En novembre 1995, il fait assassiner deux responsables de la djaz'ara (le courant « algérianiste » du FIS) et anciens dirigeants du FIS ralliés aux GIA en mai 1994, Mohammed Saïd et Abderrazak Redjem, ainsi qu'une centaine de leurs compagnons accusés d'avoir tenté de prendre le pouvoir au sein de ces groupes.Dans un communiqué daté du 2 janvier 1996 et publié vendredi 29 décembre 1995 par son bulletin Al Ansar, le GIA annonce sa décision de « déclarer la guerre » au FIS et à l'AIS, auxquels il ne pardonne pas d'avoir multiplié les condamnations de ses exactions. Dans ce texte, signé de son chef, Djamel Zitouni, le GIA appelle ainsi les hommes de l'AIS à « se repentir » et réaffirme sa « détermination » à « combattre tous ceux qui luttent pour le retour aux élections ». Il estime que le FIS « se débat dans le bourbier de la démocratie impie et va jusqu'à renier les moudjahidin et désavouer leurs actes ». Il accuse en outre la djez'ara d'avoir voulu lui faire un « coup d'État », confirmant ainsi indirectement avoir exécuté Mohamed Saïd et Abderrezak Redjam.
Dans la nuit du 26 au 27 mars 1996, sept moines trappistes français de l'Ordre des Cisterciens de la stricte observance, âgés de 50 à plus de 80 ans sont enlevés dans leur monastère de Notre-Dame de l'Atlas, à Tibéhirine, situé près de Medea. Dans le communiqué, numéro 43, portant le cachet de l'«émir» Djamel Zitouni, le 18 avril 1996, soit vingt-trois jours après l'enlèvement, et publié le 26 au Caire par le journal El Hayat
la France est sommée d'obtenir la libération d'Abdelhak Layada membre-fondateur et premier émir du GIA, d´octobre 1992 à juin 1993 arrêté en mai 1993 au Maroc, où il est parti acheter des armes et extradé en Algérie en 1995 et condamné à mort en juin 1995 et détenu à la prison algéroise de Serkadji. Le 30 avril, un certain "Abdullah" (en fait Mustapha Abdallah), interlocuteur des ravisseurs se présente au consulat de France à Alger. Il est porteur d'un message de Djamel Zitouni et d'une cassette audio comportant un enregistrement de la voix, bien reconnaissable, de chacun des sept moines, daté du 20 avril. Le 21 mai, le communiqué no 44 du GIA, relayée par la radio Médi 1 de Tanger, annonce la mort des otages : « Nous avons tranché la gorge de tous les moines conformément à notre engagement. Louange à Dieu ». Leurs têtes sont retrouvées le 30 mai en bordure de la route nationale Alger-Médea, 800 mètres environ avant le carrefour d'entrée à Médéa. Leurs corps n'ont jamais été retrouvés,. 
En mai 1996, la direction d'Al Ansar fait publier un numéro dans lequel elle annonce qu'elle se dissocie de Zitouni et qu'elle cesse de le soutenir. Le 15 juillet 1996, un communiqué présenté comme émanant du Madjless Echoura (Conseil consultatif) du GIA, reproduit par l'AFP, annonce la mise à l'écart de Djamel Zitouni. Le 16 juillet 1996 un peu après 20 heures, Djamel Zitouni est tué par un escadron de katibat El-wafa, d’Ali Benhadjar, au contrebas de Tamesguida. Le communiqué du GIA daté de samedi 27 juillet 1996 qui rend publique l'information ajoute qu'Antar Zouabri, prend la tête de l'organisation,.
Djamel Zitouni avait signé un livre de 62 pages, probablement rédigé par un érudit de son entourage, «Des origines des salafistes et des devoirs des Moudjahidine», un opuscule retraçant l'historique du GIA et exposant la démarche et les objectifs de son organisation. Il y affirme "quiconque quitte le GIA est passible de mort", "le djihad contre les mécréants, gens du livre, chrétiens ou juifs est un devoir pour tous les croyants", "tous les moyens doivent aller aux combattants, même si pour cela devaient mourir les enfants, les nourrissons et les affamés".

## Liens avec les services de sécurité algériens
Selon d'anciens officiers algériens, il aurait ainsi entretenu dès l'année 1993 des rapports réguliers avec les services de sécurité d'Alger. C'est ce qu'affirment depuis la fin des années 1990 le colonel Mohamed Samraoui, ex-militaire algérien réfugié en Allemagne auteur de Chronique des années de sang (Denoël, 2003) ainsi que le capitaine Hocine Ouguenoune, ancien du DRS (Département du Renseignement et de la Sécurité, ex-Sécurité militaire) qui témoigna à ce sujet dans le magazine 90 minutes, sur Canal plus, en novembre 2002. 

Autre témoignage éclairant les liens qui unissaient Zitouni et la sécurité militaire algérienne, celui du capitaine Ahmed Chouchane, interviewé dans la même émission de télévision. Instructeur des forces spéciales de l'armée algérienne, lors du coup d'État de 1992 il refuse de tirer sur la foule en raison de ses sympathies islamistes. Jeté en prison, il en est ressorti au printemps 1995 par sa hiérarchie militaire qui lui fait une étrange proposition: devenir l'adjoint de Djamel Zitouni et éliminer des responsables islamistes refusant de travailler avec les services : 

« la proposition émanait du général Kamel Abderahmnane et de Bachir Tartag, du Centre principal militaire d'investigation de Ben Aknoun, raconte aujourd'hui Chouchane. Ils m'ont dit à propos de Zitouni: c'est notre homme, et c'est avec lui que tu vas travailler. »

Chouchane refuse et se réfugie en Grande-Bretagne. Abdelkader Tigha, ancien cadre du Département du renseignement et de sécurité (DRS), l’ex-Sécurité militaire algérienne affirme sur RFI 13 mai 2004 que Zitouni avait été retourné par les services algériens : 

« À l’époque, j’étais en fonction au CTRI de Blida, et c’est là que Zitouni a été approché et recruté par un cadre du CTRI, proche du général Lamari. C’est le commandant Abdelhafid Allouache. »

Ces témoignages tendent à confirmer que Djamel Zitouni, présenté comme chef du GIA d'octobre 1994 à sa mort, en juillet 1996, était bien instrumentalisé par de hauts responsables de la sécurité militaire algérienne qui l'utilisaient en sous-main pour terroriser la population, assassiner ou discréditer les islamistes et contraindre la France à continuer à les soutenir, malgré les accords de Rome. 
"Zitouni, marionnette des militaires ? demandait en souriant Yves Bonnet, ancien patron de la DST, à un journaliste de Canal Plus en 2002. "Prouvez-le, maintenant qu'il est mort!…" Ce que le préfet entendait dire sous la forme d'une boutade, c'est que l'assertion selon laquelle Zitouni aurait été un "agent algérien" est facile à formuler après la mort du terroriste mais qu'elle n'a en réalité aucune consistance.

En 2008, Rémy Pautrat, ancien secrétaire général de la défense nationale, racontera au journaliste Nicolas Beau, de Bakchich.info, qu'à l'automne 1994, Smaïn Lamari, alors numéro 2 du DRS algérien, s'était vanté à Paris auprès de Raymond Nart, son homologue à la DST française, d'avoir épargné Djamel Zitouni, facilitant ainsi son arrivée à la tête du GIA et de le "tenir bien en main". Rémy Pautrat confirmait ainsi un témoignage qu'il avait accordé au magazine 90 minutes, sur Canal plus, en 2002 : 

« L'anecdote m'avait frappé. Ils avaient effectivement épargné Zitouni alors que tout avait été fait pour que l'embuscade soit un succès et qu'ils auraient pu tuer tout le monde s'ils l'avaient voulu. Ils l'avaient donc épargné volontairement (…) qu'on ait épargné un type parce qu'on avait déjà des contacts avec lui et qu'on pensait qu'après, il prendrait la relève, ce qui s'est effectivement passé, et qu'il serait plus accommodant, cela me paraissait dans l'ordre des choses. »

À partir de cette date, le juge anti-terroriste Marc Trévidic, chargé de l'enquête sur l'assassinat des moines de Tibhirine, s'interroge officiellement sur les liens que Djamel Zitouni aurait pu entretenir avec le DRS algérien et demande la levée du secret défense.
À l'automne 2009, les documents déclassifiés par la France montrent que dès 1996, le général français Philippe Rondot s'interrogeait déjà sur la nature exacte des liens unissant Djamel Zitouni, chef du GIA et Smain Lamari, numéro 2 du DRS (ex-sécurité militaire). Dans une note confidentielle adressée à la DST le 24 mai 1996, Rondot écrit même que « Très (trop) longtemps — et pour des raisons d’ordre tactique —, Djamel Zitouni et ses groupes ont bénéficié d’une relative tolérance de la part des services algériens. Il aidait (sans doute de manière involontaire) à l’éclatement du GIA et favorisait les luttes intestines entre les groupes armés. »